# Icarus
Icarus (Latijn) of Ikaros (Grieks: Ἴκαρος) is een figuur uit de Griekse mythologie, bekend van de vliegtocht samen met zijn vader Daedalus.
Omdat Icarus en Daedalus door koning Minos gevangen worden gehouden op Kreta, bedenkt Daedalus een manier om te ontsnappen: hij bouwt vleugels van een houten raamwerk, bezet met veren in een boog vastgezet met was. Omdat de was kan smelten, waarschuwt Daedalus Icarus om niet te hoog en dicht bij de zon te vliegen, maar ook niet te laag, omdat de vleugels te zwaar zouden worden van het zeewater. In zijn enthousiasme wordt Icarus echter roekeloos; hij vliegt te hoog zodat de was toch smelt en hij stort neer in de Egeïsche Zee.
Het verhaal van Icarus is typerend voor het thema van hybris, dat algemeen voorkomt in de Griekse mythologie; hierin wordt een persoon afgestraft voor zijn hoogmoed of overdreven zelfvertrouwen.
Het Landschap met de val van Icarus is een beroemd schilderij in tempera en olieverf op doek, toegeschreven aan Pieter Bruegel de Oudere.

## Hedendaags gebruik
Icarus, Ikaros en andere afgeleiden worden vandaag de dag ook veel gebruikt als naam voor projecten die met vliegen te maken hebben. Bijvoorbeeld de "human-powered autogiro" of de Icarus-satelliet van Gustav Graves in de James Bondfilm Die Another Day. Het ruimtevoertuig dat in de sciencefictionfilm Sunshine (2007) een bom naar de zon moet voeren om hem weer tot leven te wekken, heet eveneens Icarus.
Ikaros, een acroniem van Interplanetary Kite-craft Accelerated by Radiation of the Sun, is de naam van een onbemand ruimtevaartuig dat in 2010 door Japan is gelanceerd en dat als aandrijving een zonnezeil heeft.

## Galerij

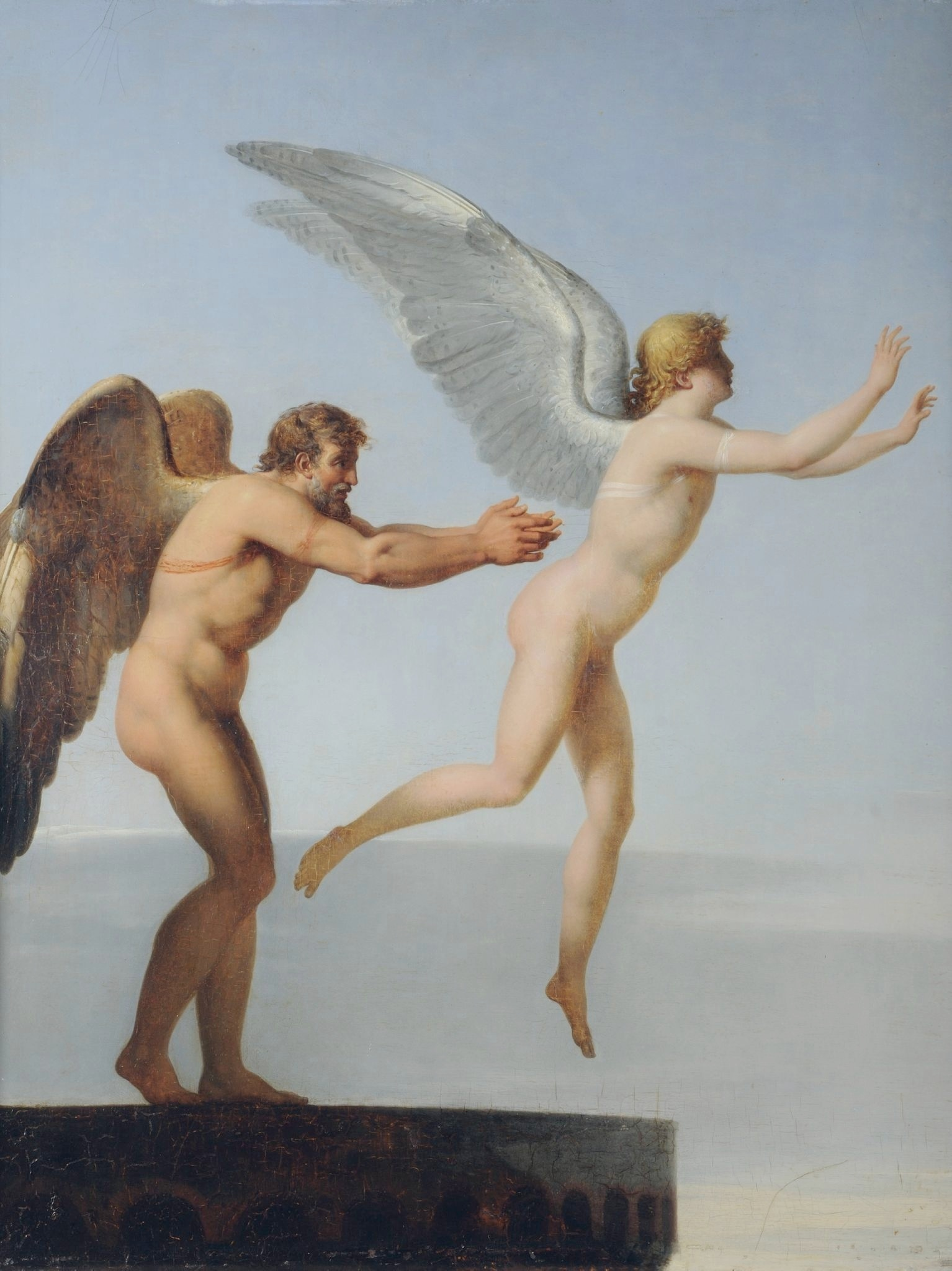
Daedalus en zijn zoon Icarus (1799), schilderij van Charles-Paul Landon, Musée Dentelle in Alençon
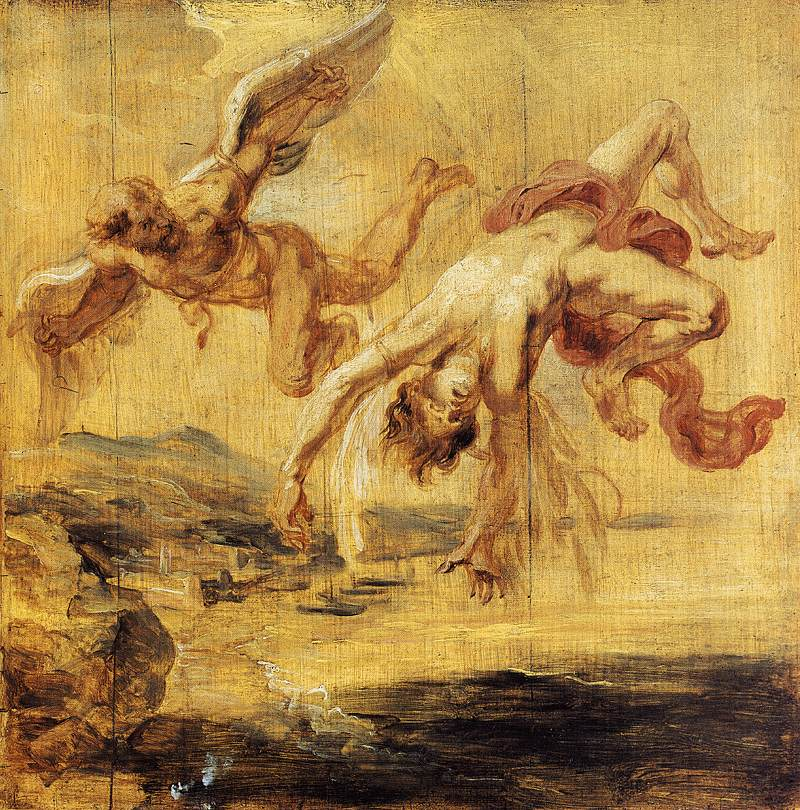
De val van Icarus (1636), Peter Paul Rubens, KMSKB
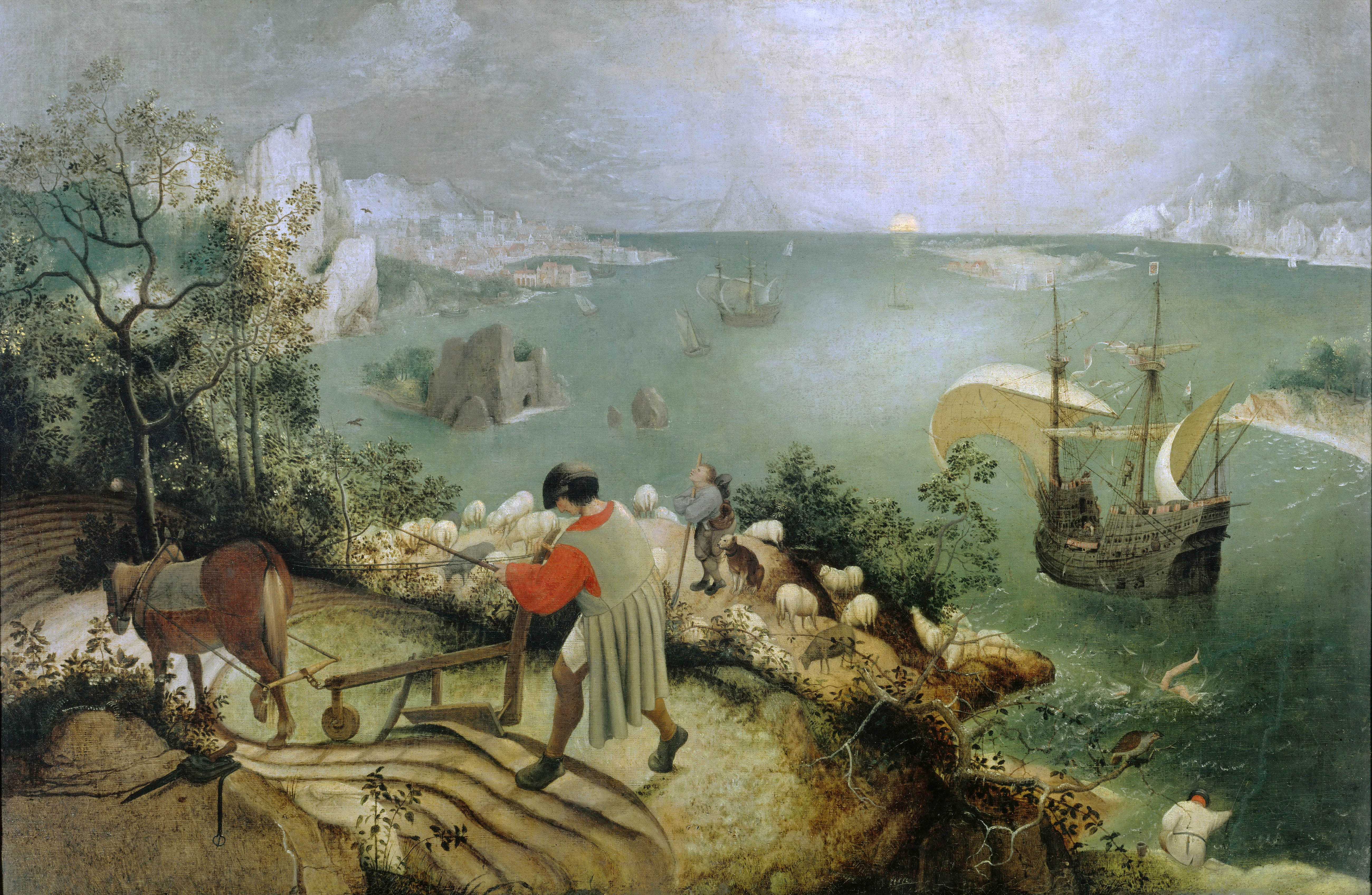
De val van Icarus door Pieter Bruegel de Oude, KMSKB
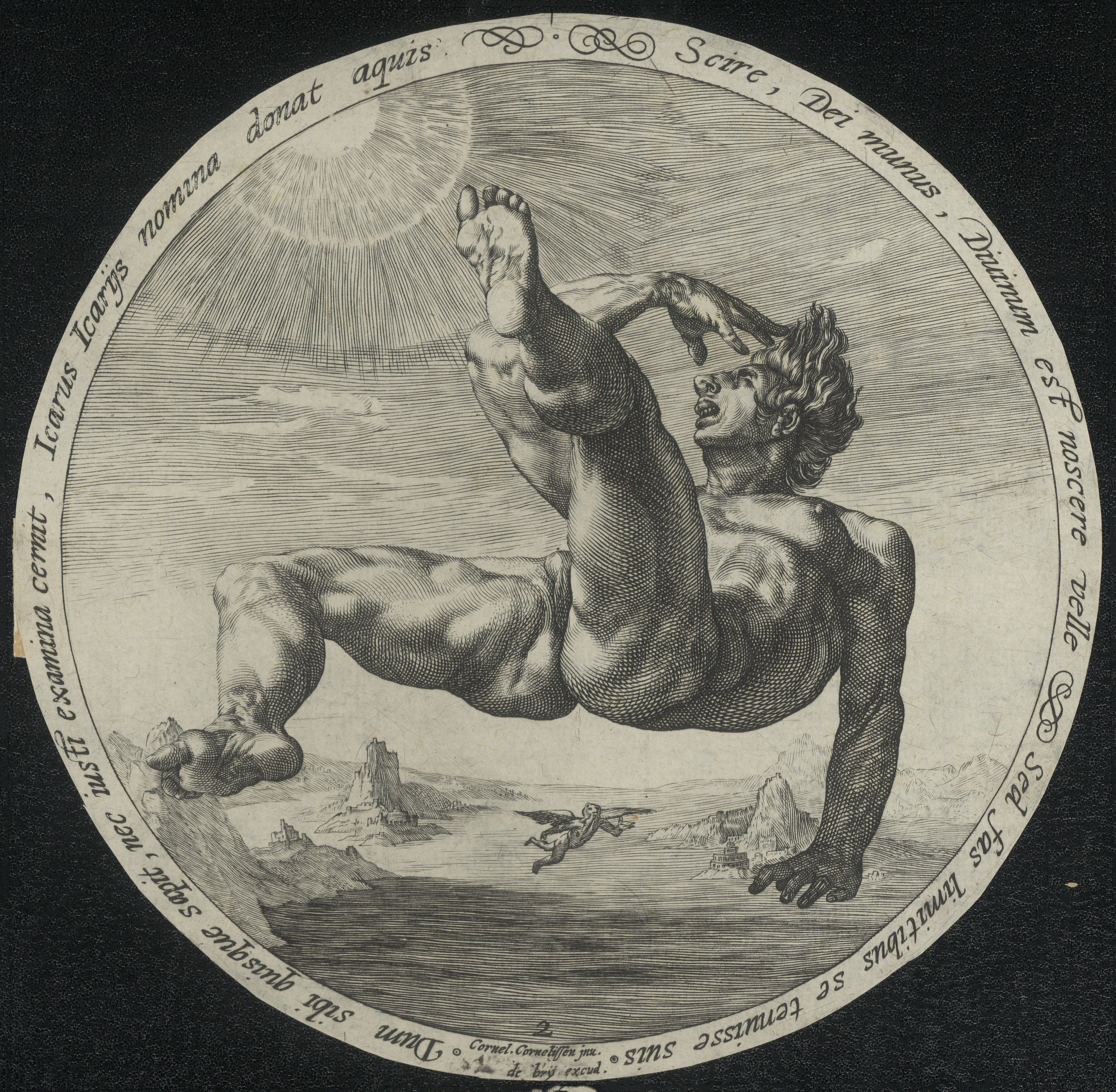
Prent van de Val van Icarus. Gemaakt in de zestiende eeuw. Bewaard in de Universiteitsbibliotheek Gent.